# На кухне
«На кухне» — акустический альбом русской рок-группы «Ва-Банкъ», записанный и изданный в 1992 году.

## Список композиций
| №   | Название                 | Автор(ы)                   | Длительность |
| --- | ------------------------ | -------------------------- | ------------ |
| 1.  | «Провокация»             | Александр Ф. Скляр         | 3:10         |
| 2.  | «Кухня»                  | Ва-банкъ — Егор Никонов    | 4:50         |
| 3.  | «Пьяная песня»           | Александр Ф. Скляр         | 5:30         |
| 4.  | «Досуги-буги»            | Пётр Мамонов               | 2:42         |
| 5.  | «Сашенька»               | Александр Ф. Скляр         | 4:50         |
| 6.  | «Девочка»                | Ва-банкъ — Егор Никонов    | 1:58         |
| 7.  | «Чёрное Знамя»           | Александр Ф. Скляр         | 3:51         |
| 8.  | «Ваня»                   | Алёша и Иван Димитриевичи  | 1:51         |
| 9.  | «Друг»                   | Александр Ф. Скляр         | 5:02         |
| 10. | «Осень в зоопарке»       | Ва-банкъ — Алексей Никитин | 2:54         |
| 11. | «Каприз»                 | Eugenne Bozza              | 1:08         |
| 12. | «Император Хирото»       | Александр Ф. Скляр         | 2:56         |
| 13. | «Ванинский Порт» (*)     | народная                   | 4:11         |
| 14. | «Сигаретный Блюз» (*)    | Александр Ф. Скляр         | 5:41         |
| 15. | «До свиданья, друг мой…» | народная — Сергей Есенин   | 1:57         |

| №                   | Название                          | Автор(ы)            | Длительность |
| ------------------- | --------------------------------- | ------------------- | ------------ |
| 16.                 | «На даче» (акустическая версия)   | Ва-Банкъ            | 3:24         |
| 17.                 | «Чёрное знамя» (концерт в Париже) | Александр Ф. Скляр  | 3:49         |
| Общая длительность: | Общая длительность:               | Общая длительность: | 7:13         |

(*) — включены в американское издание

## Участники записи
- Александр Ф. Скляр — вокал, акустическая гитара, электрическая гитара, бэк-вокал
- Михаил «Киса» Кассиров — акустическая гитара
- Егор Никонов — акустическая гитара, электрическая гитара, бэк-вокал
- Алексей Никитин — бас-гитара, контрабас, бэк-вокал
- Александр Маликов — бубен (5)

Приглашённые музыканты
- Лев Васильевич (3, 5, 6) — аккордеон
- Дима Шумилов — контрабас, бас-гитара (3, 5, 7)
- Сергей «Саба» Сабинин — электрическая гитара (1, 4, 11)
- Дмитрий Орлов — саксофон (4, 5, 6, 9, 15))
- Михаил Митин — бубен (5)
- Лёха «Лысый панк» — псевдо-балалайка, экзотический вокал (3, 6, 11)
- Гарик Сукачев — бэк-вокал (3)